# Engineer boot

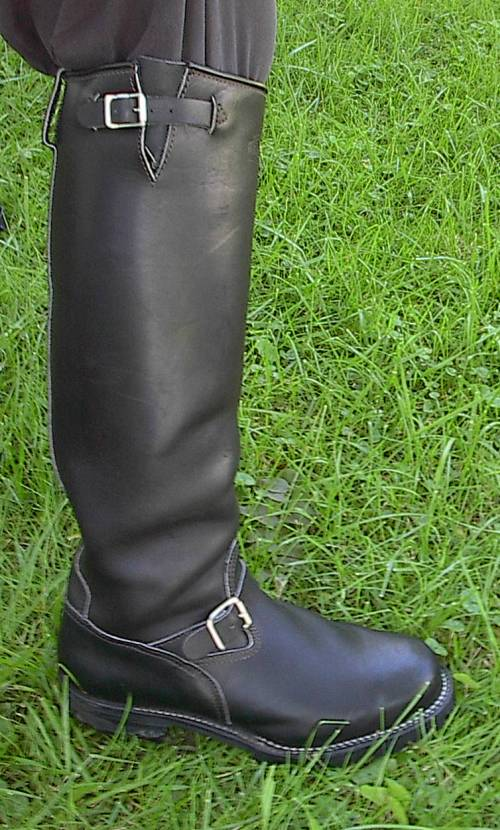
Engineer boot haute au genou et avec un talon bas

Les Engineer boots, également appelées bottes d'ingénieur ou bottes d'ingénierie, sont un type de bottes de travail traditionnelles américaines en cuir. Leur construction robuste sans lacets les a rendus populaires parmi les motocyclistes. Développées à l'origine dans les années 1930 pour les chauffeurs travaillant sur des locomotives à vapeur, ces bottes ont acquis une popularité considérable dans la période de l'après Seconde Guerre mondiale avec l'essor de la culture motocycliste.

## Description
Les engineer boots sont généralement fabriquées à partir de peau de taureau pleine fleur, épaisse et rigide. Le cuir est souvent huilé pour ajouter durabilité et flexibilité, et peut être de couleur brune ou noire. Les tiges à double couche peuvent avoir une hauteur comprise entre 7  et   17 pouces. Elles comportent un soufflet en haut et sont relativement lâches, bien qu'elles puissent être resserrés par une sangle en cuir munie d'une boucle en métal. Une autre sangle à boucle en métal est placée sur le cou-de-pied de chaque botte. Du fait de leur construction robuste ces chaussures sont relativement lourdes . 
À l'origine les engineer boots étaient presque toujours de couleur noire. Les bouts des chaussures étaient bulbeux et les semelles en cuir épais. Les talons mesuraient environ un pouce trois quarts de hauteur avec une légère inclinaison vers l'avant, leurs bords étant concaves. Certaines chaussures ont été personnalisées avec des sangles cloutées ou avec des crampons. Les engineer boots modernes varient au niveau de la forme des orteils, de la hauteur du talon, des matériaux de la semelle ou avec l'utilisation de renforts en acier.

## Histoire

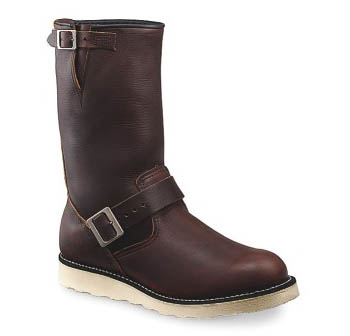
Red Wing 3471 Engineer

### Les origines
Vers 1860, la Frye Company produisait une gamme populaire de bottes à cuir de harnais. Adoptées rapidement par la cavalerie des États-Unis, elles comportaient une bride de cheville attachée à des anneaux en métal, un style qui a peut-être servi d'inspiration pour la conception des engineer boots. Au cours des années 1930, la Chippewa Shoe Manufacturing Company développa une paire de bottes à tige de type tuyau de poêle basée sur le style des bottes d'équitation anglaises. La West Coast Shoe Company (Wesco) a commencé à fabriquer ses propres modèles en 1939. La Red Wing Engineer de Red Wing Shoes est apparue pour la première fois dans le catalogue Red Wing de 1941 sous le numéro 919. Les engineer boots étaient à l'origine conçues comme un équipement de protection pour les chauffeurs travaillant sur les locomotives à vapeur (c'est-à-dire des "engineers"), car leur conception à coutures minimales et leur facilité à chausser les rendaient idéales pour travailler dans de rudes conditions avec des charbons ardents, des braises et des arêtes vives,. C'est une source probable du nom. Les bottes de Wesco furent immédiatement populaires auprès des soudeurs des chantiers navals de Portland, en Oregon, qui avaient besoin de chaussures plus lâches qui pouvaient être rapidement retirées si des braises atterrissaient dans les tiges. Les engineer boots ont été dépassées sur le marché de la chaussure pendant la Seconde Guerre mondiale par la production de rangers à lacets et la demande a considérablement diminué.

### Utilisation généralisée

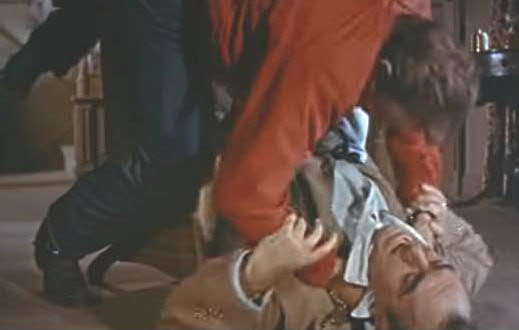
James Dean (en haut) dans La Fureur de Vivre portant des engineer boots

Chippewa et Wesco ont fortement augmenté leurs ventes d'engineer boots à la fin des années 1940. Il y avait un boom de production d'après-guerre pour les bottes, avec une forte demande provenant des anciens combattants et des motards. Ces derniers adoptèrent ces bottes car la conception sans lacets ne gênait pas les courroies d'entraînement des motocyclettes, les tiges étaient bien isolées de la chaleur et elles fournissaient une protection complète de la partie inférieure des jambes en cas d'accident. La popularité de la chaussure fut également favorisée du fait de son utilisation par des célébrités telles que Marlon Brando et James Dean dans leurs films respectifs L'Équipée sauvage (1953) et La Fureur de vivre (1955). 
Les bottes devinrent fortement associées aux blousons noir et motards américains qui les portaient dans les années 1950. Dans l'ensemble, ces chaussures ont contribué au look « rebelle » de nombreux adolescents de l'époque. Cette esthétique a été utilisée dans le film criminel de 1961 Le Temps du châtiment, avec cette chaussure portée par les protagonistes, trois jeunes membres de gangs urbains. Des années 1950 aux années 1970, les engineer boots étaient fréquemment présentent dans les catalogues de vente par correspondance. À la fin des années 1960, ces bottes étaient fréquemment portées par les prostitués et les membres de la sous-culture cuir gay à des fins fétichistes,. Dans les années 70 elles sont devenues une partie de la mode punk, où elles ont été utilisés pour exprimer le pouvoir et un style industriel . Dans les années 2010, les engineer boots ainsi que d'autres chaussures industrielles étaient portées pour leur style, en particulier par des clients moins traditionnels comme les femmes, les yuppies et les hipsters.

## Voir également
- Veste de moto Perfecto

## Citations
1. 1 2 3 4 5 6  Boyer 2015, Chapter 2: Boots.
2. 1 2 3 4 5  MacRae, « Engineers Get the Boot », American Society of Mechanical Engineers, août 2015 (consulté le 14 novembre 2016)
3. ↑  « ENGINEER STYLE NO. 2991 » [archive du 20 août 2016], Red Wing Shoes, Red Wing Brands of America, Inc. (consulté le 30 août 2016)
4. 1 2 3  Old, « The History of Engineer Boots with John Lofgren », Heddels, 16 mars 2015 (consulté le 12 juillet 2016)
5. ↑  Blanco F. 2015, p. 137.
6. ↑  Stanfield 2015, Chapter 3: Got-to-see : Teenpix and the Social Problem Picture.
7. ↑  Cole 2000, p. 111.
8. ↑  White 2014, p. 46.
9. ↑  Sklar 2013, Shoes and Boots.
10. ↑  Wolf 2007.